# Tragedi på en lantkyrkogård (film)
Tragedi på en lantkyrkogård är en svensk kriminalfilm från 2013 i regi av Christian Eklöw och Christopher Panov. Filmen bygger på Maria Langs roman med samma namn och är den sjätte och sista Lang-filmatiseringen från 2013. I de ledande rollerna ses Ola Rapace, Tuva Novotny och Linus Wahlgren.

## Rollista
- Tuva Novotny – Puck
- Linus Wahlgren – Eje
- Ola Rapace – Christer
- Reuben Sallmander	– Arne
- Katia Winter – Barbara
- Emil Almén – Connie
- Liv Mjönes – hemmafru 1
- Susanne Thorson – Hemmafru 2
- Sofia Bach – Hjördis
- Johan H:son Kjellgren – Johannes
- Ella Fogelström – Lotta
- Anastasios Soulis	– Mårten
- Natalie Minnevik – Susanne
- Sissela Kyle – Tekla
- Jacob Ericksson – Tord
- Kim Sulocki – äkta man 1
- Måns Nathanaelson	– äkta man 2

## Om filmen
Tragedi på en lantkyrkogård producerades av Renée Axö för Pampas Produktion AB. Den spelades in efter ett manus av Alex Haridi med Andrés Rignell som fotograf. Musiken komponerades av Kalle och Pär Frid. Filmen är en direkt till DVD-produktion och släpptes den 20 november 2013.

## Mottagande
Moviezine gav filmen betyget 2/5 och kallade den en "tråkig avslutning på Maria Lang-serien".